# Từ Hy Viên
Từ Hy Viên (tiếng Trung: 徐熙媛; bính âm: Xú Xīyuán; tiếng Anh: Barbie Hsu, 6 tháng 10 năm 1976 – 2 tháng 2 năm 2025) là một cố diễn viên, ca sĩ kiêm người dẫn chương trình truyền hình người Đài Loan. Cô được biết đến qua các vai diễn trong các bộ phim truyền hình Vườn sao băng (2001), Chiến thần (2004) và Bong bóng mùa hè (2010).

## Tiểu sử
Trước khi bước chân vào sự nghiệp diễn xuất, cô đã từng là ca sĩ. Từ Hy Viên cùng với em gái là Từ Hy Đệ đã tạo nên một nhóm nhạc song ca có tên là "S.O.S." (Sisters of Shu; Chị em nhà họ Từ). Để tránh liên quan đến vấn đề bản quyền tên SOS nên đổi tên nhóm thành ASOS (A Sisters of Shu). Album cuối cùng của họ mang tên Abnormal Girls.
Từ Hy Viên làm đại diện cho hãng đồng hồ Thụy Sĩ là Tissot từ năm 2005 và tiếp tục ký hợp đồng gia hạn 3 năm vào tháng 4 năm 2008.

## Đời tư
Ngày 22 tháng 3 năm 2011, Từ Hy Viên kết hôn với doanh nhân Trung Quốc Uông Tiểu Phi tại đảo Hải Nam. Họ có hai đứa con là Uông Hy Nguyệt và Uông Hy Lâm. Tháng 11 năm 2021, hai người ly hôn sau mười năm chung sống. Hậu ly hôn, cô và hai con sống tại Đài Loan trong khi Uông Tiểu Phi ở Bắc Kinh. Năm 2022, cô tái hôn với Koo Jun-yup (DJ Koo), một nam ca sĩ và DJ người Hàn Quốc.
Tuy nhiên, cuộc ly hôn của Từ Hy Viên và Uông Tiểu Phi trước đó lại không êm đẹp. Họ lao vào đấu tố trên mạng xã hội, mâu thuẫn về trợ cấp tiền nuôi con. Năm 2023, Từ Hy Viên kiện Uông Tiểu Phi không chu cấp tiền nuôi con cho cô, điều này khiến Uông Tiểu Phi bị phong tỏa tài sản. Đáp lại, Uông Tiểu Phi kể xấu cô và gia đình của cô. Từ Hy Viên còn kiện Uông Tiểu Phi vi phạm luật thông tin cá nhân khi anh công bố tài khoản ngân hàng, địa chỉ nhà và các thông tin liên quan đến tài chính của cô.

## Qua đời
Ngày 2 tháng 2 năm 2025, Từ Hy Viên đột ngột qua đời tại Tokyo khi đi du lịch ở Nhật Bản vào dịp Tết Nguyên đán, với nguyên nhân được xác định là do mắc bệnh cúm và viêm phổi. Trước đó, cô từng suýt chết sau khi hạ sinh đứa con thứ hai do mắc hội chứng động kinh và sa van tim trong một thời gian dài, dẫn đến bị co giật mạnh. Sau khi mất, thi thể của cô được hỏa táng tại Nhật Bản và sau đó được an táng tại Đài Loan theo hình thức mộc thụ táng, với vị trí chôn cất không được tiết lộ.

## Danh sách phim

### Phim truyền hình
| Năm  | Tên tiếng Trung | Tên                                  | Vai              | Đài truyền hình | Ghi chú   | Bạn diễn                       |
| ---- | --------------- | ------------------------------------ | ---------------- | --------------- | --------- | ------------------------------ |
| 2001 | 流星花园        | Vườn sao băng                        | Sam Thái         | CTS             | Vai chính | Ngôn Thừa Húc, Châu Du Dân     |
| 2002 | 流星花园 II     | Vườn sao băng 2                      | Sam Thái         | CTS             | Vai chính | Ngôn Thừa Húc, Châu Du Dân     |
| 2002 | 齊天大聖孫悟空  | The Monkey King: Quest for the Sutra | Snow Spirit      | TVB             | Vai phụ   |                                |
| 2003 | 倩女幽魂        | Thiến nữ u hồn                       | Nhiếp Tiểu Thiến | CTS             | Vai chính | Trần Hiểu Đông, Nhiếp Viễn     |
| 2004 | 戰神            | Mars                                 | Han Qi Luo       | CTS             | Vai chính | Châu Du Dân                    |
| 2004 | 求婚事务所      | Say Yes Enterprise                   | Xiao Niao        | TTV             | Vai chính | Lam Chính Long                 |
| 2005 | 夜半歌声        | Phantom Lover                        | Tong Ruo Fan     |                 | Vai chính | Hoàng Lỗi                      |
| 2007 | 轉角*遇到愛     | Corner With Love                     | Yu Xin Lei       | CTV             | Vai chính | La Chí Tường                   |
| 2010 | 泡沫之夏        | Bong bóng mùa hè                     | Doãn Hạ Mạt      | FTV             | Vai chính | Hà Nhuận Đông, Huỳnh Hiểu Minh |

### Phim điện ảnh
| Năm  | Tên                             |
| ---- | ------------------------------- |
| 2005 | The Ghost Inside                |
| 2006 | Silk                            |
| 2008 | Connected                       |
| 2008 | My So Called Love               |
| 2009 | On His Majesty's Secret Service |
| 2009 | Kung Fu Chefs                   |
| 2010 | T2                              |
| 2010 | Hot Summer Days                 |
| 2010 | Future X-Cops                   |
| 2010 | Adventure of the King           |
| 2010 | Reign of Assassins              |
| 2011 | My Kingdom / 大武生             |
| 2012 | Million Dollar Crocodile        |
| 2012 | Motorway                        |

### Chương trình truyền hình
- Guess Guess Guess - 1998 - 2000
- 100% Entertainment - 1998 - 2006
- Gourmet Secrets of the Stars (大小愛吃) - 2007 - 2008
- Let's Dance (舞林大道) - 2008 - 2009

## Sách đã xuất bản
| Năm  | Tên                 | Thể loại    |
| ---- | ------------------- | ----------- |
| 2003 | Barbie Essence      | Photo Book  |
| 2004 | Mei Rong Da Wang    | Beauty Book |
| 2005 | Penny Dreadful      | Poetry Book |
| 2006 | Mei Rong Da Wang II | Beauty Book |